# Lovesick Girls
«Lovesick Girls» (укр. Закохані дівчата) — пісня південнокорейського жіночого гурту Blackpink, сингл із їхнього дебютного студійного альбому The Album (2020), випущений 2 жовтня 2020 року лейблами YG Entertainment та Interscope Records. Японську версію випустили Interscope Records та Universal Music Japan 4 червня 2021 року. Музику до пісні написали Тедді Пак, Дженні, Браян Лі, Лія Хейвуд, R.Tee та Девід Гетта, а текст — Тедді, Loren, Джісу, Дженні та Денні Чон. «Lovesick Girls» є денс-поп- та електропоп-композицією з елементами EDM та панк-року, чий текст оповідає про біль, пов'язаний з розбитим серцем.
«Lovesick Girls» отримала схвалення музичних критиків за продюсування та музичний стиль. Пісня посіла друге місце в хіт-параді Billboard Global 200 та очолила чарт Billboard Global Excl. US. Крім того, вона досягла другого рядка в Gaon Digital Chart у Південній Кореї та очолила чарти Малайзії та Сінгапуру. Також «Lovesick Girls» посіла 59 місце в американському Billboard Hot 100. За досягнення 100 мільйонів прослуховувань пісня отримала платинові сертифікати в Кореї та Японії, а також золоті сертифікати в Австралії та Новій Зеландії.
У музичному відеокліпі, знятому Со Хьонсином, учасниці переживають злети та падіння романтичних стосунків. Протягом перших 24 годин він був переглянутий 61,4 мільйона разів, ставши шостим відеокліпом на YouTube за кількістю переглядів протягом цього проміжку. Для просування «Lovesick Girls» у Південній Кореї, Blackpink виконали пісню на музичних шоу Show! Music Core та Inkigayo. На міжнародному рівні гурт виконав її в програмах «Доброго ранку, Америко» і «Джиммі Кіммел наживо!» у США 2020 року та Music Station у Японії 2021 року. «Lovesick Girls» була включена до сет-листа світового туру Born Pink World Tour (2022—2023), а також виконана на фестивалях Коачелла в Каліфорнії та BST Hyde Park у Лондоні.

## Передісторія та випуск

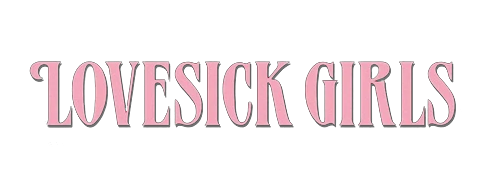
Логотип пісні

З 22 вересня 2020 року лейбл Blackpink YG Entertainment завантажував тизери альбому The Album із кожною учасницею на їхні акаунти в соціальних мережах. Назва пісні «Lovesick Girls» та дата її виходу були оприлюднені 27 вересня. Оголошення супроводжувалося випуском тизерного постера, на якому учасниці гурту спиралися одна на одну, а зверху був розміщений логотип пісні. Невдовзі після цього «Lovesick Girls» представили як «головний трек» із The Album. 29 вересня 2020 року був опублікований офіційний трек-лист альбому у Твіттері.
«Lovesick Girls» вийшла разом із The Album 2 жовтня 2020 року, ставши третім синглом з альбому після «How You Like That» та «Ice Cream» (за участю Селени Гомес), які вийшли відповідно у червні та серпні. В Італії пісню випустили на ринку ефірного мовлення 16 жовтня 2020 року.
Японська версія синглу під лейблами Interscope Records та Universal Music Japan вперше стала доступною на радіостанціях Японії 4 червня 2021 року. 13 липня вона була випущена для цифрового завантаження та стримінгу на підтримку японського видання The Album, що вийшло 3 серпня.

## Композиція та текст
Композицію «Lovesick Girls» створили продюсери Тедді Пак, 24, Браян Лі, Лія Хейвуд, R.Tee, співачка Дженні та діджей Девід Гетта, а текст написали Тедді, Loren, Дженні, Джісу та Денні Чон, а також Co-Sho для японської версії. Пісня виконується в тональності соль-бемоль мажор із темпом 128 ударів на хвилину. «Lovesick Girls» являє собою денс-поп- та електропоп-композицію з елементами EDM та панк-року, і використанням акустичної гітари. Кет Мун із «Тайм» написала, що голоси Blackpink «накладаються на акустичну гітару, створюючи легку та м'яку атмосферу», та протиставила її «жорсткій природі» синглів гурту 2018 та 2019 років. Дуґлас Ґрінвуд із Vogue підкреслив «мрійливу електроніку» пісні та додав, що її звуковий ландшафт відчувається «визвольним» та «клубним».

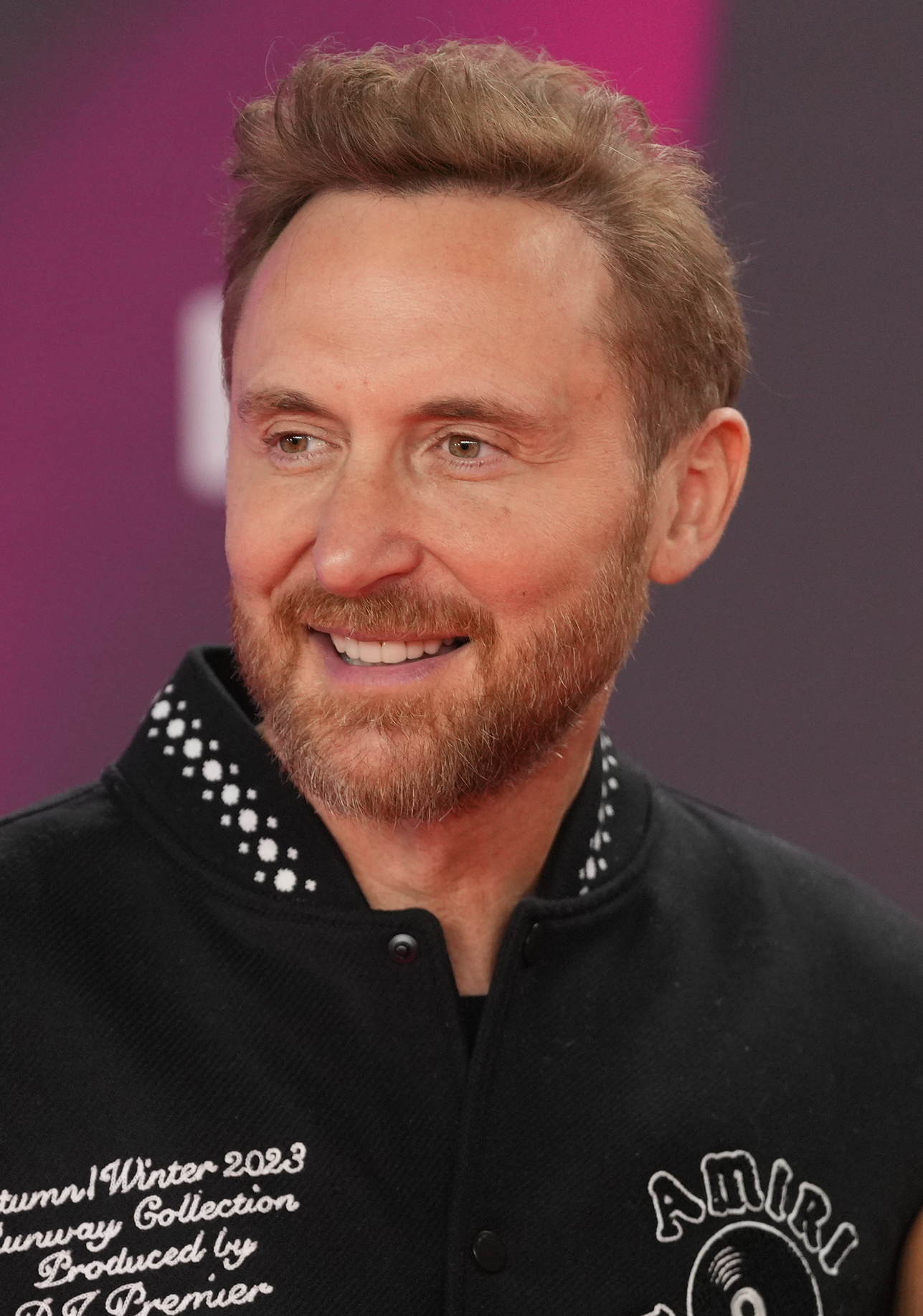
Діджей Девід Гетта, співавтор «Lovesick Girls»

Текст пісні «Lovesick Girls» присвячений здобуттю незалежності крізь розбите серце. Джейсон Фам зі StyleCaster описує трек як «щирий гімн про тугу за коханням, попри усвідомлення того, наскільки воно болюче». Обговорюючи концепцію та сенс синглу, Джісу пояснила: «Ця пісня передає сповнене надій послання про дівчат, які постійно страждають у стосунках, але знову прагнуть нового кохання. Я думаю, що багато людей зможуть перейнятися нею». Сью Нґ із South China Morning Post зазначила використання ідіоми «викарбувано в камені», яка описує ситуацію, котру важко або неможливо змінити: «Немає діамантових перснів, що викарбувані в камені / На вихід, краще дай мені спокій» (англ. No diamond rings, that set in stone / To the left, better left alone); у пісні ця фраза використовується для вираження болю, пов'язаного з розривом стосунків, водночас ставлячи питання, чому учасниці шукають кохання, попри відчуття, що вони «народжені бути самотніми».

## Критика
Пісня «Lovesick Girls» зустріла схвальні відгуки музичних критиків. Джейсон Ліпшутц із «Білборду» поставив її на друге місце серед найкращих треків альбому та висловив думку, що пісня демонструє амбіції Blackpink, «оскільки вони беруться за побиті теми зі свіжою естетикою». Келлі Альґрім з Insider назвала «Lovesick Girls» «EDM-сиквелом» синглу Аріани Гранде «7 Rings» 2019 року, а Тім Чан із Rolling Stone написав, що вона «перетворює знайомий плач про самотність на гімнічний танцювальний трек, який просто благає про світлову палку та відкриття клубів». Ханна Цвік із Consequence of Sound похвалила вокал гурту та вважала «Lovesick Girls» найяскравішим треком альбому. Мун із «Тайм» погодилася, назвавши «Lovesick Girls» «справжньою перлиною» платівки та похваливши поєднання характерного для Blackpink «важкого електронного продюсування» з більш «стриманим» музичним аранжуванням. Рауль Станчу зі Sputnikmusic прокоментував, що пісня «ймовірно, найближча до чудових диско-грувів „As If It's Your Last“» 2017 року, яку він вважав одним із найкращих синглів квартету.
Чо Джіхьон із IZM помістила «Lovesick Girls» до числа найкращих південнокорейських записів 2020 року, написавши, що вона влучно поєднує яскравий шарм американської підліткової попмузики 2000-х років із самобутнім стилем Blackpink. Оглядачка вважала, що синтезаторні рифи та щільно переплетений електронний звук, які втілюють суть K-pop, створили джерело «захопливого задоволення». Тейлор Ґлесбі з Dazed поставила її на 14 місце серед найкращих K-pop-пісень 2020 року, похваливши композицію та підкресливши те, як «вокальна сирість» Джісу та Розе додала твору глибини. Дон Джаусіан із CNN Philippines заявив, що хоча гурт раніше вже випускав подібні сингли, вони ніколи «не оголювали свої душі так, як у „Lovesick Girls“», і зазначив, що пісня «обов'язково стане потужним гімном у найближчі роки». Палмер Хааш із Business Insider поставила «Lovesick Girls» на вершину рейтингу пісень Blackpink та назвала її «ідеальним головним треком для першого повноформатного альбому» й «гімничною, ніжною, вразливою та впевненою водночас». Рецензентка високо оцінила поєднання новаторства і ностальгії, більшу глибину і зрілість, порівняно з іншими творами квартету, а також «парадоксальне відчуття одночасно відчаю та впевненості», що відрізняє цю композицію від решти дискографії гурту.

## Відзнаки
Завдяки своєму успіху на цифрових платформах «Lovesick Girls» посіла перше місце в різних південнокорейських щотижневих музичних програмах, таких як Inkigayo та Music Bank, — пісня отримала шість нагород на музичних шоу, зокрема три перемоги поспіль на Inkigayo. Також вона тричі перемогла на Melon Popularity Awards: 12 жовтня 2020 року, а також 11 та 18 січня 2021 року.
| Рік  | Премія                             | Нагорода                                   | Результат | Прим.  |
| ---- | ---------------------------------- | ------------------------------------------ | --------- | ------ |
| 2020 | Asian Pop Music Awards             | Найкращий музичний відеокліп (закордонний) | Номінація | [ 34 ] |
| 2021 | Gaon Chart Music Awards            | Артист року — Цифрова музика (жовтень)     | Перемога  | [ 35 ] |
| 2021 | MTV MIAW Awards Brazil             | Найкращий світовий хіт                     | Перемога  | [ 36 ] |
| 2021 | RTHK International Pop Poll Awards | 10 найкращих міжнародних золотих пісень    | Перемога  | [ 37 ] |

| Програма      | Дата           | Прим.  |
| ------------- | -------------- | ------ |
| Inkigayo      | 11 жовтня 2020 | [ 38 ] |
| Inkigayo      | 18 жовтня 2020 | [ 39 ] |
| Inkigayo      | 25 жовтня 2020 | [ 40 ] |
| Show Champion | 14 жовтня 2020 | [ 41 ] |
| M Countdown   | 15 жовтня 2020 | [ 42 ] |
| Music Bank    | 16 жовтня 2020 | [ 43 ] |

## Комерційний успіх
«Lovesick Girls» дебютувала на другому місці в Billboard Global 200 та на першому в Global Excl. U.S., ставши першою піснею Blackpink, яка очолила останній. На момент дебюту вона мала 114 мільйонів прослуховувань та 17 000 завантажень поза межами США. На другому тижні сингл опустився на п'яте місце, загалом провівши в Global 200 14 тижнів. У США «Lovesick Girls» посіла 59 місце в хіт-параді Billboard Hot 100 у випуску від 17 жовтня 2020 року. Протягом того ж тижня пісня очолила інший американський чарт, World Digital Songs.
У Південній Кореї «Lovesick Girls» посідала 28 місце в Gaon Digital Chart до 3 жовтня 2020 року, провівши на ньому менш як два дні. Наступного тижня пісня піднялася на своє пікове друге місце. Сингл досягнув третього рядка в місячному хіт-параді Gaon Digital Chart. Також «Lovesick Girls» очолила національні чарти RIM та RIAS Малайзії та Сінгапуру відповідно. У Європі та Океанії вона посіла 40 місце в UK Singles Chart у Великій Британії, а також 27 та 35 місця в Австралії та Новій Зеландії. 2023 року пісня отримала золотий сертифікат від Австралійської асоціації компаній звукозапису (ARIA), та платинові сертифікати від Японської асоціації звукозаписувальних компаній (RIAJ) і Корейської асоціації музичного контенту (KMCA) за досягнення 100 мільйонів прослуховувань у кожній країні.

## Відеокліп

Кадр із музичного відеокліпу, в якому учасниці кидаються картоплею фрі

30 вересня 2020 року гурт опублікував 16-секундний тизер пісні та супровідного музичного відеокліпу на своєму офіційному YouTube-каналі. Відео вийшло разом з альбомом та синглом 2 жовтня. Blackpink побили власний рекорд, коли кількість переглядів кліпу перевищила 10 мільйонів переглядів менш ніж за 52 хвилини (попередня пісня гурту «Ice Cream» мала 10 мільйонів переглядів за 2 години 55 хвилин), згодом 50 мільйонів за 18 годин, а потім і 61,4 мільйона переглядів за перші 24 години, ставши шостим (на той момент) відеокліпом на YouTube за кількістю переглядів протягом 24 годин. У серпні 2023 року він мав уже 700 мільйонів переглядів, а в березні 2025 року — 800 мільйонів. Закулісне відео було завантажено 3 жовтня, а відео танцювальної практики — 8 жовтня. У другому з них учасниці виконують хореографію пісні в танцювальній студії «сільського вигляду».
Офіційний музичний відеокліп на пісню зняв Со Хьонсин, у ньому квартет переживає злети та падіння романтичних стосунків. Відео починається з того, що Дженні, Ліса, Джісу та Розе сидять у рожевому Cadillac у полі, а в наступній сцені вступають у гарячу суперечку в розбитому, вкритому графіті автомобілі на міській вулиці, співаючи: «Ми — закохані дівчата / Але ми народжені, щоб бути самотніми / Так, ми народжені, щоб бути самотніми / Але чому ми все ще шукаємо кохання» (англ. We are the lovesick girls / But we were born to be alone / Yeah, we were born to be alone / But why we still looking for love). Сердечні муки вражають їх по-різному: через похмурі прогулянки лісом, знищення гітари від спалаху гніву, вуличні танці вночі, розбиття фар автомобіля кувалдою, задиханий нічний біг містом, тривожні сеанси терапії, поїздку на пейнтбольний майданчик та харчову бійку в магазині. Для вираження емоцій у відео використовується мода: темніший одяг символізує біль і втрату, а поєднання його з яскравішим вбранням передає відчуття надії.
Редакторка видання Insider Келлі Альґрім поставила кліп «Lovesick Girls» на 25 місце у списку 45 найкращих музичних відеокліпів 2020 року, похваливши хореографію, насичені колірні гами та унікальний сюжет кожної учасниці. Однак, після його виходу Корейська профспілка медичних працівників висловила стурбованість щодо костюма медсестри Дженні, який був показаний у її сольній сцені. Профспілка опублікувала заяву, в якій зазначила, що YG Entertainment «сексуально об'єктивували образ медсестри» у кліпі, і що «костюм увічнив гіперсексуалізовані стереотипи про професію». У відповідь YG Entertainment видалили суперечливу сцену та повторно завантажили відеокліп 7 жовтня 2020 року.

## Просування та використання в медіа

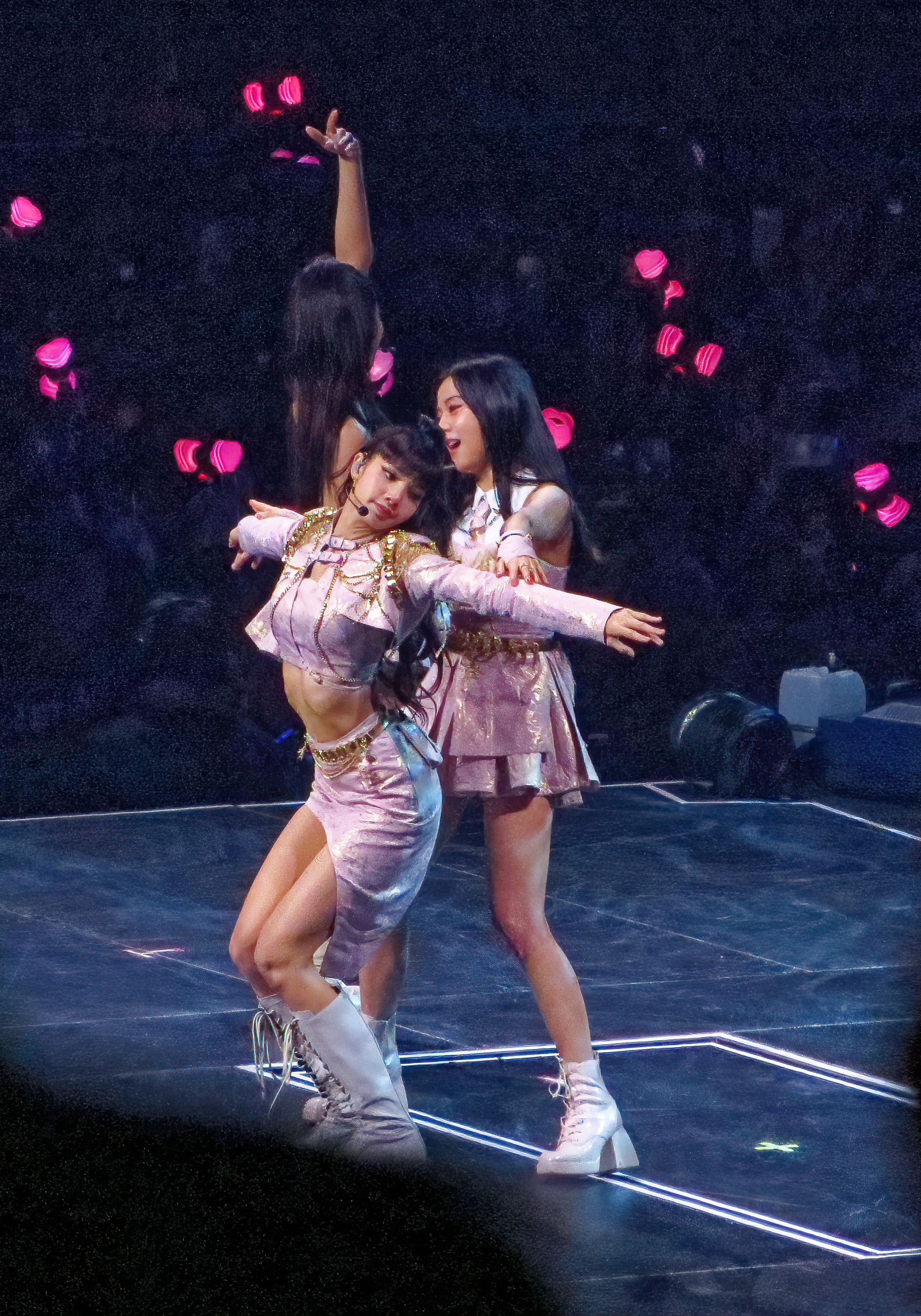
Ліса та Джісу виконують пісню під час Born Pink World Tour у Лондоні (2022)

Протягом жовтня 2020 року Blackpink просували «Lovesick Girls» на кількох музичних шоу Південної Кореї, зокрема на Inkigayo та Show! Music Core. У США вони виконали пісню в програмах «Доброго ранку, Америко» та «Джиммі Кіммел наживо!». В Індонезії гурт заспівав пісню на заході Waktu Indonesia Belanja, проведеному платформою електронної комерції Tokopedia 25 листопада 2020 року. 
Після виходу японської версії «Lovesick Girls» Blackpink з'явилися та виступили в музичній програмі Music Station у Токіо 20 серпня 2021 року. Пісню включили до сет-листа другого світового туру гурту Born Pink World Tour (2022—2023). Також Blackpink виконали її на музичному фестивалі Коачелла (будучи його хедлайнерами) в Каліфорнії та на фестивалі BST Hyde Park у Лондоні у 2023 році.
У листопаді 2020 року гурт Pentagon виконав кавер на «Lovesick Girls» під назвою «Lovesick Boys» на шоу it's Live. Через рік Tri.be переспівали цю пісню в тій же програмі. У березні 2021 року Сохо та Лідо з Oneus виконали кавер на пісню, який був завантажений на YouTube-канал 1theK Originals. «Lovesick Girls» увійшла до саундтреку мексиканського фільму «Анонімно ваш» (2021), де прозвучала під час сцени випускного вечора. Композиція з'явилася в серії «Сімпсонів» «Від пива до батьківства» (2022), де Гомер, Кнурмен та Ліса Сімпсон співають її під час подорожі.

## Довідкові дані

### Учасники запису
Джерело: буклети альбомів The Album та The Album — JP Ver.:
Студія
- The Black Label Studio (Сеул) — запис
- The Lab (Лос-Анджелес) та MixStar Studios (Вірджинія-Біч) — зведення[en]
- Sterling Sound (Нью-Йорк) — мастеринг

Учасники
- Blackpink — вокал
  - Джісу — текст, композиція
  - Дженні — текст, композиція
- Тедді Пак[en] — текст, композиція
- Loren[en] — текст
- Денні Чон — текст
- Co-sho — текст (японська версія)
- 24 — композиція, аранжування
- Браян Лі[en] — композиція
- Лія Хейвуд[en] — композиція
- R.Tee[en] — композиція, аранжування
- Девід Гетта — композиція
- Чхве Йон'їн — звукорежисура
- Джейсон Роберт — зведення
- Сербан Ґенеа[en] — зведення
- Ренді Меррілл[en] — мастеринг

### Чарти
| Чарт (2020)                               | Пікова позиція |
| ----------------------------------------- | -------------- |
| Австралія (ARIA)                          | 27             |
| Канада (Canadian Hot 100)                 | 29             |
| Чехія (Singles Digitál Top 100)           | 76             |
| Франція (SNEP)                            | 130            |
| Billboard Global 200                      | 2              |
| Гонконг (HKRIA)                           | 17             |
| Угорщина (Stream Top 40)                  | 38             |
| Ірландія (IRMA)                           | 39             |
| Японія (Japan Hot 100)                    | 12             |
| Японія (Oricon)                           | 12             |
| Малайзія (RIM)                            | 1              |
| Мексика (Mexico Airplay)                  | 50             |
| Нова Зеландія (RIANZ)                     | 35             |
| Португалія (AFP)                          | 23             |
| Шотландія (Official Charts Company)       | 37             |
| Сінгапур (RIAS)                           | 1              |
| Slovakia (Singles Digitál Top 100)        | 78             |
| Південна Корея (Gaon)                     | 2              |
| Південна Корея (K-pop Hot 100)            | 2              |
| Швеція (Sverigetopplistan)                | 13             |
| Велика Британія (Official Charts Company) | 40             |
| США (Billboard Hot 100)                   | 59             |
| США (Billboard World Digital Song Sales)  | 1              |
| США (Rolling Stone Top 100)               | 68             |

| Чарт (2020)           | Пікова позиція |
| --------------------- | -------------- |
| Південна Корея (Gaon) | 3              |

| Чарт (2020)           | Позиція |
| --------------------- | ------- |
| Південна Корея (Gaon) | 62      |

| Чарт (2021)           | Позиція |
| --------------------- | ------- |
| Південна Корея (Gaon) | 14      |

| Чарт (2022)             | Позиція |
| ----------------------- | ------- |
| Південна Корея (Circle) | 151     |

### Сертифікації
| Регіон | Сертифікація  | Продажі     |
| --- | ------------- | ----------- |
| Австралія (ARIA) | Золотий       | 35 000      |
| Бразилія (ABPD) | 3× Платиновий | 120 000     |
| Нова Зеландія (RIANZ)                                                                                                  | Золотий       | 15 000      |
| Прослуховування |               |             |
| Японія (RIAJ) | Платиновий    | 100 000 000 |
| Південна Корея (KMCA)                                                                                                  | Платиновий    | 100 000 000 |
| продажі+прослуховування, що базуються лише на сертифікаціях · лише прослуховування, що базуються лише на сертифікаціях |               |             |

### Історія виходу
| Регіон | Дата           | Версія    | Формат                                    | Лейбл                      | Прим.  |
| ------ | -------------- | --------- | ----------------------------------------- | -------------------------- | ------ |
| Різні  | 2 жовтня 2020  | Корейська | Цифрове завантаження потокове мультимедіа | YG Interscope              | [ 2 ]  |
| Італія | 16 жовтня 2020 | Корейська | Contemporary hit radio                    | Universal                  | [ 8 ]  |
| Японія | 4 червня 2021  | Японська  | Contemporary hit radio                    | Interscope Universal Japan | [ 9 ]  |
| Різні  | 13 липня 2021  | Японська  | Цифрове завантаження потокове мультимедіа | Interscope Universal Japan | [ 10 ] |